# Yigael Yadin
Yigaël Yadin (Gerusalemme, 20 marzo 1917 – Hadera, 28 giugno 1984) è stato un generale, archeologo e politico israeliano.
Capo di stato maggiore generale della Forze di difesa israeliane dal 1949 al 1952 e fondatore del partito Movimento democratico per il cambiamento, fu Vice-Primo ministro dal 1977 al 1981.

## Biografia
Yigaël Yadin era figlio dell'archeologo Eleazar Sukenik (1889-1953) e della pedagoga e attivista femminista Hasya Feynsod Sukenike. Un fratello era l'attore Yossi Yadin mentre un altro dei suoi fratelli, Mati Yadin, fu ucciso in combattimento nel corso della guerra del 1948-1949.

### Carriera militare
All'età di appena 15 anni, nel 1932, raggiunse le file dell'Haganah, da cui si allontanò nel 1946 per polemiche col suo comandante Yitzhak Sadeh circa l'uso della mitragliatrice come arma standard dello squadrone. Nel 1947, poco dopo la dichiarazione d'indipendenza dello Stato d'Israele, abbandonò l'università per riprendere servizio, su invito esplicito di David Ben-Gurion. Fu quindi responsabile delle operazioni militari e molte decisioni-chiave (tra cui le contestate decisioni tattiche che portarono al fallimento dell'esercito ebraico nel corso della lunga e articolata battaglia di Latrun contro la Legione araba) dipesero da lui.
Capo di stato maggiore generale aggiunto di Yaakov Dori nell'ambito di Tsahal durante la Guerra arabo-israeliana del 1948, Yigaël Yadin succedette al gen. Dori nel novembre del 1949. Restò come Ramatkal fino al 1952, quando fu sostituito dal generale Mordechai Maklef.
Nel 1967, durante la guerra dei sei giorni è stato richiamato come consigliere militare del primo ministro Levi Eshkol.

### Archeologia
Fu, con William F. Albright, uno dei principali rappresentanti di quella che viene chiamata "Archeologia biblica". Divenne famoso per gli scavi di Nahal Hever sulle sponde del mar Morto, individuati nel 1953, e assurse a notorietà internazionale dirigendo lo scavo assai spettacolare di Masada tra il 1963 e il 1965.
Importanti anche i suoi scavi a Hazor dal 1955 al 1958, oggi patrimonio dell'umanità dell'Unesco.

### Carriera politica
Alla fine della guerra del Kippur, è stato chiamato come membro della Commissione Agranat che ha indagato sulle azioni che hanno portato alla guerra.
Nel novembre 1976 Yadin formò il Movimento Democratico per il Cambiamento, comunemente noto col suo acronimo ebraico "Dash", insieme al prof. Amnon Rubinstein, a Shmuel Tamir, a Meir Amit, a Meir Zorea e a molte altre eminenti figure pubbliche. Il nuovo partito centrista sembrava costituire la soluzione ideale per molti israeliani che erano disgustati dalla corruzione della coalizione di governo, chiamata "Allineamento", dopo l'"affare Yadlin", il suicidio del ministro dei Lavori Pubblici Avraham Ofer e la scoperta di un conto bancario all'estero (negli USA) di Leah Rabin, moglie di Yitzhak Rabin. Inoltre, Dash fu una risposta al crescente senso di frustrazione e di sfiducia susseguente agli sviluppi sociali e politici intervenuti dopo la Guerra del Kippur, ufficialmente descritta come una vittoria, ma strategicamente una sconfitta che aveva messo a nudo un'impreparazione di fondo che era derivata da un eccesso di fiducia in se stessi e di sottovalutazione del nemico arabo.
Nelle elezioni del 1977, il nuovo partito ebbe un risultato lusinghiero, conseguendo 15 seggi alla Knesset tra cui Yadin, e come conseguenza il leader del partito del Likud, Menachem Begin, fu in grado di formare una coalizione col Dash, grazie alla quale per la prima volta la sinistra sionista fu esclusa dal governo del Paese. 
Come nuovo Vice-Primo ministro, Yadin giocò un ruolo fondamentale in varie circostanze, particolarmente per quanto riguardò i contatti con l'Egitto, con la conseguente firma degli Accordi di Camp David e il trattato di pace fra Israele e il suo potente vicino. Nondimeno, il Dash si risolse in un fallimento, e il partito si spaccò in numerose fazioni nel 1978; Yadin fondò il Movimento Democratico, ma anch'esso mostrò una deriva frazionistica. Si ritirò dalla politica al termine del suo mandato come vice primo ministro nel 1981.
Yadin è stato sposato a Carmela (nata Ruppin) che lavorò con lui nel corso della sua carriera, traducendo ed editando i suoi libri, avendo da lei due figlie: Orly and Littal. Morì nel 1984.